# Kanton Le Gosier-2
Kanton Le Gosier-2 was een kanton van het Franse departement Guadeloupe. Kanton Le Gosier-2 maakte deel uit van het arrondissement Pointe-à-Pitre en telde 18.376 inwoners (2007).
In 2015 werden de kantons Le Gosier-1 en Le Gosier-2 samengevoegd tot kanton Le Gosier.

## Gemeenten
Het kanton Le Gosier-2 omvatte de volgende gemeente:
- Le Gosier (deels)